# 한국기독교연구소
한국기독교연구소(Korean Institute of the Christian Studies)는 신학연구소이자 그리스도교 출판사다. “신앙의 당파성이 아니라 보편성/구체성, 절대성이나 상대성이 아니라 다원성, 탈세속성이 아니라 세속성을 추구”한다는 취지 아래 여러 책을 만들고 강좌를 운영하고 있다. 역사적 예수관련 서적, 아브라함 J. 헤셸선집, 그리스도교 영성 관련 저작들을 출간한 출판사로 알려져 있다.

## 아브라함 요수아 헤셸 선집
- 『사람은 혼자가 아니다』(원제: Man is not alone : a philosophy of religion (이현주 옮김, 2007))
- 『사람을 찾는 하느님』(원제: God in search of man (이현주 옮김, 2007))
- 『어둠 속에 갇힌 불꽃』(원제: A Passion for Truth (이현주 옮김, 2008))
- 『누가 사람이냐』(원제: Who is man? (이현주 옮김, 2008))
- 『하느님을 찾는 사람』(원제: Man's Quest for God: Studies in Prayer and Symbolism (김준우 옮김, 2013))